# NHK大船渡立根テレビ中継局
NHK大船渡立根テレビ中継局（エヌエイチケイおおふなとたっこんテレビちゅうけいきょく）は、岩手県大船渡市にあるNHK盛岡放送局の地上アナログテレビ放送中継局。

## 所在地
- 大船渡市立根町字猫足（久保北方高地）

## 中継局概要
| チャンネル 番号 | 放送局名     | 空中線電力        | ERP                 | 放送対象地域 | 放送区域内世帯数 | 偏波面   | 開局年月日    |
| --------------- | ------------ | ----------------- | ------------------- | ------------ | ---------------- | -------- | ------------- |
| 50              | NHK 盛岡教育 | 映像1W /音声250mW | 映像3.1W /音声770mW | 全国         | 不明             | 水平偏波 | 1970年 8月7日 |
| 52              | NHK 盛岡総合 | 映像1W /音声250mW | 映像3.1W /音声770mW | 岩手県       | 不明             | 水平偏波 | 1970年 8月7日 |

- 当初、2011年7月24日をもって廃止される予定だったが、東日本大震災発生の影響から、2012年3月31日まで廃止が延期された。

## 放送エリア等
- 大船渡中継局からの電波が届きにくい大船渡市北部（国道45号沿い）をカバーしている。なお、在盛民放局は当地に中継局を置いておらず、周辺局を受信。